# Jerihon
Jerihon (arapski: أريحا‎ Arīḥā ʔaˈriːħaː hebrejski: יְרִיחוֹ‎ Yəī) je grad u Pojasu Gaze, području Palestinske samouprave, na zapadnoj obali rijeke Jordan. Zbog svog položaja u Jordanskoj rasjednoj dolini, najniže je smješten grad na svijetu, a središte grada leži oko 250 metara ispod razine mora. Grad je dobio nadimak „Grad palmi”, a 2017. godine imao je 20.907 stanovnika.
Jerihon, čije je ime izvedeno od sjeverozapadno-semitskog naziva za boga mjeseca - Jariha („Mjesečev grad”), je bio neolitičko naselje (oko 9600. pr. Kr.) i najstarije gradsko naselje, utemeljeno od 8350.–7350. prije Krista u razdoblju poznatom kao pretkeramičko mlađe kameno doba. Drevni Jerihon je upisan na UNESCO-v popis mjesta svjetske baštine u Aziji 2023. godine jer „odražava razdoblje prelaska čovječanstva na sjedilački zajednički način života”.

## Geografske odlike
Jerihon je palestinski grad na Zapadnoj obali. Nalazi se u dolini Jordana, s rijekom Jordan na istoku i Jeruzalemom na zapadu. Nalazi se oko sedam kilometara zapadno od granice s Jordanom i oko deset kilometara sjeverno od Mrtvog mora. Jerihon je administrativno sjedište pokrajine Jerihon i njime upravljaju Palestinske nacionalne vlasti. 
Zbog svog geografskog i topografskog položaja, klimu Jerihona karakteriziraju duga, izrazito vruća i izrazito suha ljeta, praktički bez oborina. Temperature iznad 40°C su normalne usred ljeta. Zime su, međutim, iako vrlo kratke, relativno hladne i vlažne; temperature noću često padaju ispod nule. Međutim, čak i tijekom dana, temperature obično dosežu 20°C.

## Povijest
Arheološki lokalitet Tell es-Sultan („Sultanovo brdo”), danas nešto sjevernije od današnjeg Jerihona, su sustavno iskopavali John Garstang 1930–36. i Kathleen Kenyon 1952–58. godine. Istraživanja iznijela su na vidjelo ostatke »najstarijega grada na svijetu«, zapravo više susljednih naselja s 22 stambena sloja, koji ukazuju na kontinuitet života na ovom prostoru.

### Neolitik (10000. – 5500. pr. Kr.)
Tell es-Sultan je humak koji sadrži nekoliko prapovijesnih slojeva ljudske aktivnosti. Najdonji sloj, datiran u 10. tisućljeće pr. Kr., pripada svetištu protoneolitičke natufijenske kulture. To naselje je bilo okruženo bedemima s kulama, a unutar bedema je živjelo između 1000 – 1500 stanovnika. Kuće su bile od ćerpiča (sušena opeka). 
„Jerihon A” je stupanj za koji su karakteristične okrugle kuće od ćerpiča. U kasnijem razvoju naselje je već i u toj fazi utvrđeno kamenim zidom ispred kojeg je jarak. Sačuvana je 8 metara visok toranj, Jerihonska kula. Kameno oruđe je još uvijek mezolitsko. Snažno utvrđenje, sa zidom s jarkom i tornjem, se tumači strateškim položajem grada. Broj stanovnika je pitanje rasprave (od 200-300 do 2.000-3.000 stanovnika), nalazi srpova, zrna žitarica, ostataka pripitomljenih životinja (koza, pas) pokazuju da su stanovnici Jerihona bili poljodjelci. Sigurno je da su se bavili lovom divljači i uzgojem divlje pšenice, ječma i mahunarki. . 
„Jerihon B” je faza u kojoj još uvijek nema keramike (valja napomenuti da je razdoblje nastanka Jerihona unutar razdoblja akeramičkog neolitika), dok se u graditeljstvu sve više javljaju pravokutne građevine, a oko dvorišta je grupirano više prostorija. Zidovi i podovi zgrada su premazani ilovačom, a katkad su crveno obojeni. Do 9. do 8. tisućljeća prije Krista, neolitski drevni Jerihon već je bio znatno stalno naselje čija arhitektura odražava razdoblje prelaska čovječanstva na sjedilački zajednički način života i s njim povezan prijelaz na nova egzistencijalna gospodarstva, kao i promjene u društvenoj organizaciji i razvoj vjerskih praksi, o čemu svjedoče pronađene lubanje i kipovi.
Kosturi pokojnika su pronađeni ispod kuća u zgrčenom položaju dok su njihove lubanje bile uklonjene. Razlog tomu je bio što su obitelji pokojnih vjerovale da se u glavi pokojnika nalazi njegov duh pa bi te glave oblagali gipsom kako bi spriječili duhu „odlazak” iz njihove glave. Te glave su poznate kao jerihonske lubanje, a čuvale su se u kućama pored ognjišta u svojevrsnom „kultu predaka” koji se povezuje s animističkim vjerovanjima. Ti kućni idoli (lat. terafim) su bili svojevrsni „najstariji portreti” na svijetu. Ponekad su pokapani i kipići u prirodnoj veličini, vjerojatno kao surogat ako bi tijelo pokojnika bilo nemoguće pokopati.
Oko 5500. pr. Kr. stanovnici su ponovno napustili naselje u Tell es-Sultanu iz nepoznatih razloga. Nema vidljivih tragova nasilnog uništenja.

### Brončano doba (3300. – 1550. pr. Kr.)
Arheološki materijal iz ranog brončanog doba na nalazištu pruža uvid u urbano planiranje. Oko 2300. pr. Kr. Jerihon je bio pod vlašću Amorejaca. Ostaci iz srednjeg brončanog doba (oko 1900. pr. Kr.) otkrivaju prisutnost velikog kanaanskog grada-države, opremljenog urbanim središtem i tehnološki inovativnim utvrdama, u kojem je živjelo društveno složeno stanovništvo. Kanaanci su grad obnovili (nalazi stambenih, kultnih i fortifikacijskih objekata, grobni prilozi – oružje, oruđe, keramika, kućni namještaj itd.).
Hiksi su ga proširili na površinu veću od četiri hektara i okružili gradskim zidom. Oko 1550. godine prije Krista, srednje brončano razdoblje u Levantu završilo je pohodima staroegipatskog kralja Amasisa I.
Identifikacija prapovijesnog tela (višeslojno naselje) s biblijskim Jerihonom nije dokazana; možda je biblijski Jerihon istovjetan s brončanodobnim naseljem približno iz 1200. pr. Kr., uništenim nomadskim provalama.

### Željezno doba, antika, srednji vijek
Oko 1200. pr. Kr. Jerihon se našao pod vlašću Izraelaca, koji su, prema biblijskoj predaji, u grad ušli pod Jošuinim vodstvom na putu u Obećanu zemlju. 
God. 587. pr. Kr. razorio ga je babilonski vladar Nebukadnezar II. 
Novo naselje na obali obližnjeg vadija al-Kilta (Wadi al-Quilta) izgradio je u 1. stoljeću pr. Kr. Herod Veliki kao svoju zimsku palaču u rimskom stilu, koja uključuje amfiteatar, hipodrom i gimnazij. 
Novi zavjet spominje kako je Isus u Jerihonu izliječio gubavce i preobratio carinika Zakeja (Lk, 19:1-10). Put od Jeruzalema do Jerihona je također mjesto gdje se odigrala Isusova prispodoba „Milosrdni Samarijanac” (Lk 10:30-37).
Godine 68., Jerihon je razorio rimski vojskovođa, kasniji car, Tit, a u 2. stoljeću obnovio ga je car Hadrijan.  
Od 325. Jerihon je bio sjedište biskupije, a u 6. stoljeću Justinijan I. Veliki ondje je izgradio gostinjac za hodočasnike.  
Za bizantske vladavine središte grada se premjestilo 1,6 km istočnije i izgrađene su mnoge građevine, kao što su Samostan sv. Jurja Hozivitskog (340.) i Crkva sv. Elizeja. Jerihonska sinagoga, koja je po natpisu na podnom mozaiku poznata kao „Mir Izraelu” (Shalom al Israel) sinagoga, izgrađena je koncem 6. ili početkom 7. stoljeća.
God. 614. grad i vjerske građevine je razorio perzijski kralj Hozroje II. Parviz i Sasanidi su izgradili utvrdu na „Gori iskušenja” iznad Jerihona. 
Pet kilometara sjeverno od Jerihona nalazi se kompleks bivše umajadske palače Kirbat al-Mafjar, poznat i kao „Hišamova palača” iz 8. stoljeća, u kojoj se nalaze jedinstveni mozaici. Arapski vladari, Abasidi i Fatimidi, su unaprijedili navodnjavanje polja (datulje i banane) i Jerihon je postao poznat kao „Grad palmi”.
Za križarske vladavine (1179.-1187.) podignut je na novoj lokaciji, koja je postala jezgrom modernoga naselja. Križari su uzgoj šećerne trske podigli na razinu industrijske proizvodnje.
Za egipatske Ajubidske i Mamelučke vladavine Jerihon je polako propadao.

### Novi vijek
U osmansko doba, od 1517. do 1918., uglavnom zbog lošeg navodnjavanja, grad je nastavio propadati, a pustinja je preuzela nekoliko povijesnih spomenika. Jerihon je sveden na neznatno selo, koje je nakon 1922. postao zimsko izletište.
Tijekom mandatnog razdoblja (1920.-1948.), broj stanovnika grada se utrostručio, unatoč činjenici da je potres u Jerihonu 1927. usmrtio oko 300 građana.
Godine 1948., nakon Palestinskog rata, oko grada su osnovana tri izbjeglička logora u kojima je bilo smješteno oko 185.000 Palestinaca koji su pobjegli iz nove židovske države. Nakon priključenja Jordanu (1949.) razvio se upravo zahvaljujući prilivu stanovnika iz ovih logorišta.
Od 1952. nadalje, u Jerihonu su započela opsežna arheološka istraživanja, a Britanka Kathleen Kenyon bila je među onima koji su dokazali da su u Jerihonu postojala 23 različita naselja.
Od arapsko-izraelskoga sukoba (1967.) nalazio se pod izraelskom upravom. Od 1994. pod palestinskom je samoupravom, zapravo prema Sporazumu iz Osla Jerihon je bio prvi grad koji je Izrael predao Palestinskoj samoupravi. Nakon Sporazuma iz Sharm el-Sheikha iz veljače 2005., kojim je službeno okončana Druga intifada, izraelska vojska i dalje održava kontrolnu točku na strateški važnom raskrižju izvan grada.

## Gradovi prijatelji
Jerihon je zbratimljen sa slijedećim gradovima:
| - Alessandria, Italija (2004.) - Calipatria (Kalifornija), SAD - Campinas, Brazil (2001.) - Eger, Mađarska (2013.) - Estación Central, Čile (2007.) - Fès, Maroko (2014.) - Foz do Iguaçu, Brazil (2014.) - Iași, Rumunjska (2003.) | - Ilio, Grčka (1999.) - Kragujevac, Srbija (2011.) - Lærdal, Norveška (1998.) - Lyon, Francuska (2004.) - Pisa, Italija (2000.) - San Giovanni Valdarno, Italija (2003.) - Santa Bárbara d’Oeste, Brazil (1998.) - Šuna al-Šamalija, Jordan (2016.) |

## Poveznice
- Rodno mjesto Isusa: Bazilika Rođenja i hodočasničke staze Betlehema, također UNESCO-ova svjetska baština od 2012.
- Jerihonska ruža (Magnoliopsida)

## Vanjske poveznice
|  | Zajednički poslužitelj ima još gradiva o temi Jerihon |

- Ministarstvo turizma i starina Jerihona (engl.)
- Jerihon - najstariji poznati grad na starapovijest.eu